# جائزة الولايات المتحدة الكبرى 1980
جائزة الولايات المتحدة الكبرى 1980 هو سباق فورمولا 1 أقيم بتاريخ 5 أكتوبر 1980 في نيويورك. كان الرابع عشر من أصل 14 في بطولة العالم لسباقات الفورمولا واحد موسم 1980.

## الترتيب النهائي
| الترتيب | السائق          | النقاط  |
| ------- | --------------- | ------- |
| 1       | آلان جونز       | 67 (71) |
| 2       | نيلسون بيكيه    | 54      |
| 3       | كارلوس ريوتيمان | 42 (49) |
| 4       | جاك لافيت       | 34      |
| 5       | ديدييه بيروني   | 32      |
| المصدر: |                 |         |